# Wem gehört mein Dorf?
Wem gehört mein Dorf? (englischer Titel: Who owns my Village?) ist ein deutscher Dokumentarfilm unter der Regie von Christoph Eder aus dem Jahr 2021. Er wurde von Ostlicht Filmproduktion produziert und von der Filmuniversität Babelsberg KONRAD WOLF sowie dem Rundfunk Berlin-Brandenburg koproduziert. Der Film startete am 12. August 2021 in den deutschen Kinos. Der Verleih erfolgt durch jip-Film & Verleih.

## Inhalt
Die auf Wachstum und Investitionen fokussierte Lokalpolitik im beliebten Ostseebad Göhren auf Rügen, der Heimat des Filmemachers Christoph Eder, stößt auf starken Widerstand. Die drohende Bebauung der letzten unberührten Küste und die Gefährdung des einzigartigen Naturschutzgebiets erregen das Unbehagen vieler Bürger und Bürgerinnen. Seit Jahren wird der Gemeinderat von einer Gruppe namens „Vier von der Stange“ dominiert. Diese Männer unterstützen die Projekte eines millionenschweren Bauinvestors aus Nordrhein-Westfalen, der nach der Wende in Göhren zahlreiche Hotels und Ferienhäuser errichtete. Nadine und ihr Vater Bernd, engagierte Göhrener, erkennen schnell, dass sie nur mit der Unterstützung Gleichgesinnter etwas verändern können. Sie gründen eine Bürgerinitiative und kandidieren bei der Kommunalwahl. Werden sie es schaffen, sich gegen das Geld und die Mächtigen durchzusetzen und ihr Dorf in eine bessere Zukunft zu führen?

## Auswertung
Der Film kam am 21. August 2021 in die deutschen Kinos. Die Erstausstrahlung im Fernsehen folgte am 3. August 2022 um 22:45 Uhr in der ARD. 

## Filmfestivals, Nominierungen und Preise
- 2017: Nachwuchspreis KONTAKT der Mitteldeutschen Medienförderung
- 2019: DOK Preview Germany (Works-in-Progress-Prize des DOK Leipzig)
- 2021: Prädikat Besonders wertvoll[4]
- 2021: Nuremberg International Human Rights Film Festival (Preis der Open Eyes-Jury)
- 2021: 36. DOK.fest München – Wettbewerb Megaherz
- 2021: Crossing Europe Film Festival
- 2021: 50. Sehnsüchte Filmfestival
- 2021: Natur Vision Filmfestival (Sonderpreis der Jury)
- 2021: Filmfestival Max-Ophüls Preis (Wettbewerb Dokumentarfilm)

- 2022: Deutscher Filmpreis – Nominierung[5]
- 2022: Deutscher Dokumentarfilmpreis – Nominierung[6]